# 제6회 서울국제영화제
제6회 서울국제영화제의 시상식에 관한 내용이다. 2005년에 열렸다.

## 수상 및 후보

### 세네프대상
- 강의 끝 - 베후루즈 아프카미 수상

### 세네프대상온라인
- 쿠미즈의 맛 - 자비에 크리스티앙 수상

### 세네프비젼
- 된장 - 윤태식 수상
- 체임버 - 유석현 수상

### 심사위원특별상
- 생활 뮤비 만들기 - 심우찬 수상
- No One - 정명진 수상

### 심사위원특별언급
- 포커스 - 새미 반 잉겐 수상

### 세네프모바일대상
- A flower is not a Flower - 박정현 수상